# Marmande
Marmande is een gemeente in het Franse departement Lot-et-Garonne (regio Nouvelle-Aquitaine). De gemeente telde 17.361 inwoners op 1 januari 2022. De plaats is de onderprefectuur van het arrondissement Marmande.

## Geografie
De oppervlakte van Marmande bedroeg op 1 januari 2022 45,06 vierkante kilometer; de bevolkingsdichtheid was toen 385,3 inwoners per km². De Garonne stroomt door de gemeente. Tussen de rivier en het stadscentrum ligt de Plaine de la Filhole.
De onderstaande kaart toont de ligging van Marmande met de belangrijkste infrastructuur en aangrenzende gemeenten.

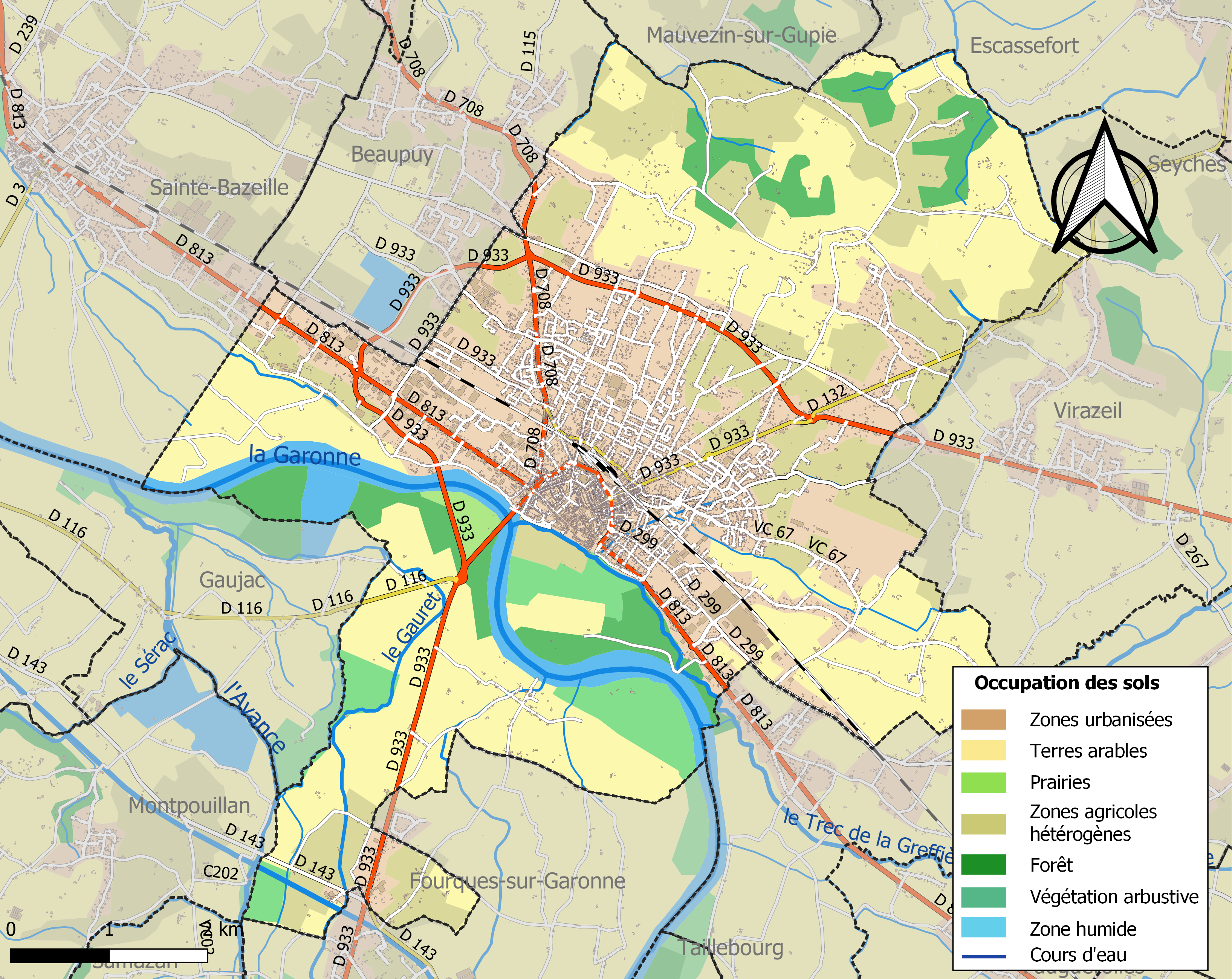

## Verkeer en vervoer
In de gemeente ligt spoorwegstation Marmande.
In de gemeente ligt het vliegveld Aérodrome de Marmande - Virazeil.

## Demografie
Onderstaande figuur toont het verloop van het inwonertal (bron: INSEE-tellingen).

## Geschiedenis
De plaats was al bewoond in de Gallo-Romeinse periode en in de vroege middeleeuwen. Hier werd in 673 het Concilie van Granon gehouden. De plaats groeide rond een wachttoren langs de Garonne. In 1182 verleende Richard Leeuwenhart een stadscharter aan Marmande, dat erg voordelig was voor de stad. Zo wilde Richard zich verzekeren van de trouw van de stad en haar ook economisch laten ontwikkelen. Marmande was een ommuurde stad, die werd bestuurd door consuls. In de tijd van de Kruistochten tegen de Albigenzen was Marmande een belangrijk steunpunt van de katharen. De stad was trouw gebleven aan graaf Raymond VII van Toulouse. Amaury VI van Montfort probeerde Marmande in te nemen. Toen hij daar niet in slaagde, volgde een lang beleg. Pas na tussenkomst van kroonprins Lodewijk en zijn leger gaf Marmande zich in juni 1219 over. De Languedocse edelen die de overgave hadden bedongen werden gespaard, maar ongeveer 5.000 inwoners werden afgeslacht. Marmande werd in de as gelegd.
Later werd de stad betwist tussen de Engelsen en Fransen tijdens de Honderdjarige Oorlog. Marmande bleef katholiek tijdens de reformatie terwijl de streek grotendeels protestants werd. De stad werd belegerd door een protestants leger onder leiding van Hendrik van Navarra, maar werd niet ingenomen. Tijdens de contrareformatie werden er vijf kloosters opgericht in de stad. De stad telde veel handelaars van goederen die over de rivier werden vervoerd.
Marmande werd een onderprefectuur in 1804. In de 19e eeuw werd het Canal de Garonne gegraven en kwam er een spoorwegstation.

## Cultuur

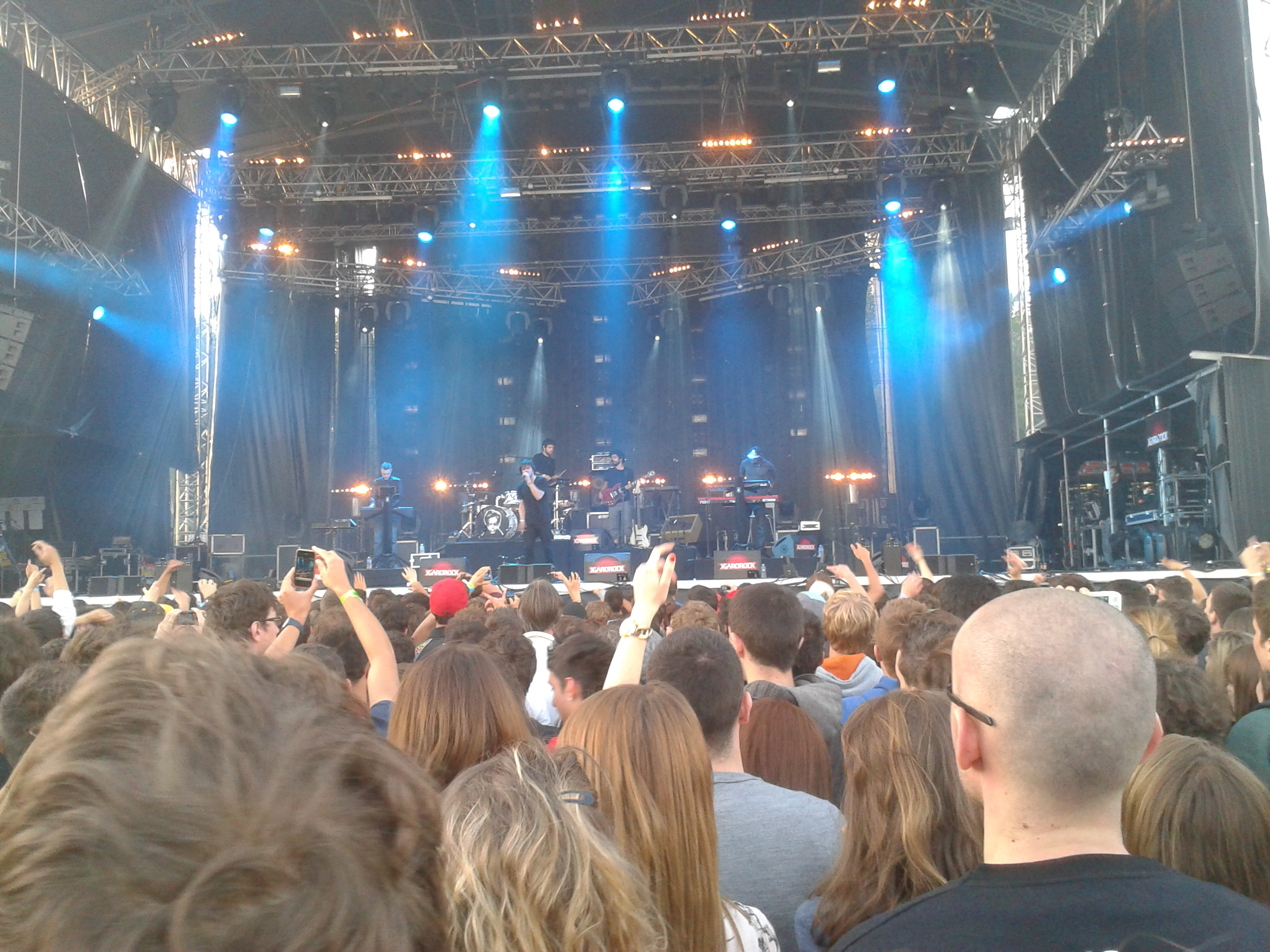
Garorock 2012

Jaarlijks wordt in juni in Marmande het rockfestival Garorock georganiseerd.

### Bezienswaardigheden
- Kerk Notre-Dame (14e en 16e eeuw). In 1672 ontplofte het buskruit dat was opgeslagen in de kerktoren na een blikseminslag. Het klooster van de kerk is gebouwd rond 1540 in renaissancestijl en hiervan rest nog een zijde. De kloostertuin werd heraangelegd in de jaren 1950.
- Cailladekapel (eerste helft 16e eeuw).
- Kapel Saint-Benoît (1645). Deze voormalige kloosterkerk heeft barok- en classicistische elementen.
- Tour du Passeur, restant van de stadsmuur.
- Galerie d'art sacré met religieuze kunst.

De geschiedenis van de stad werd in 1986 afgebeeld in mozaïeken op muren in de stad.

### Galerij

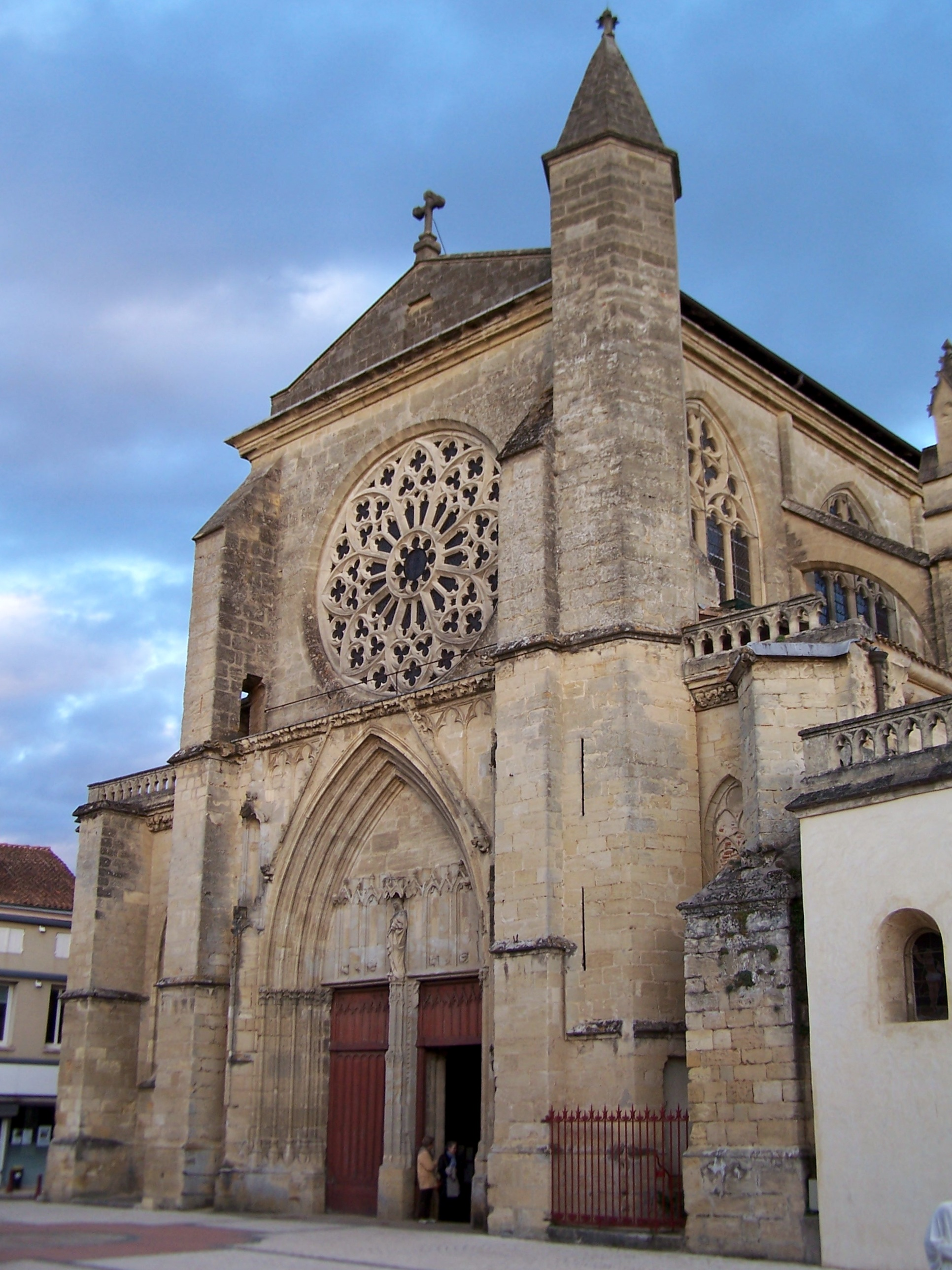
Kerk Notre-Dame
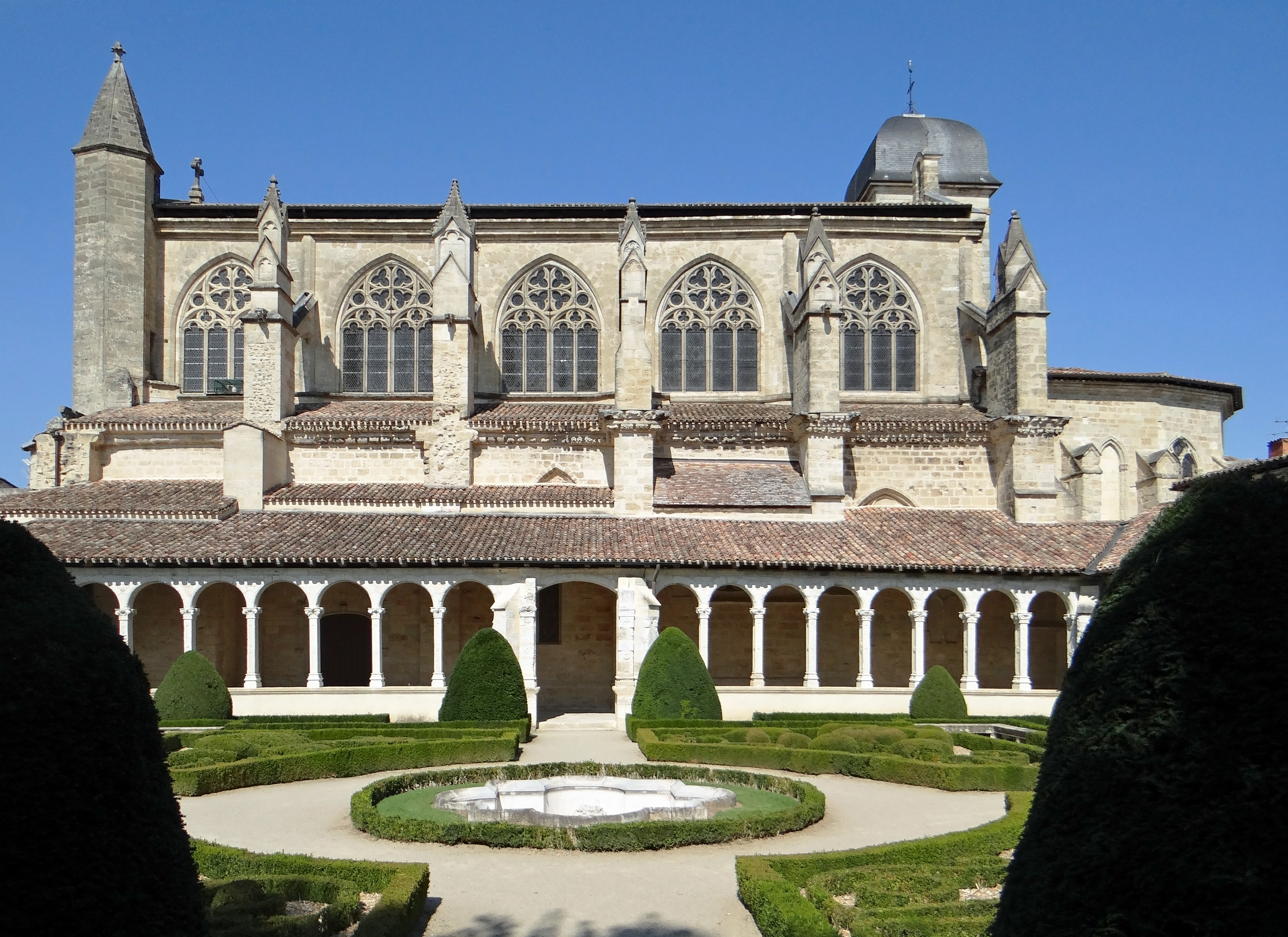
Kerk Notre-Dame gezien vanuit het klooster
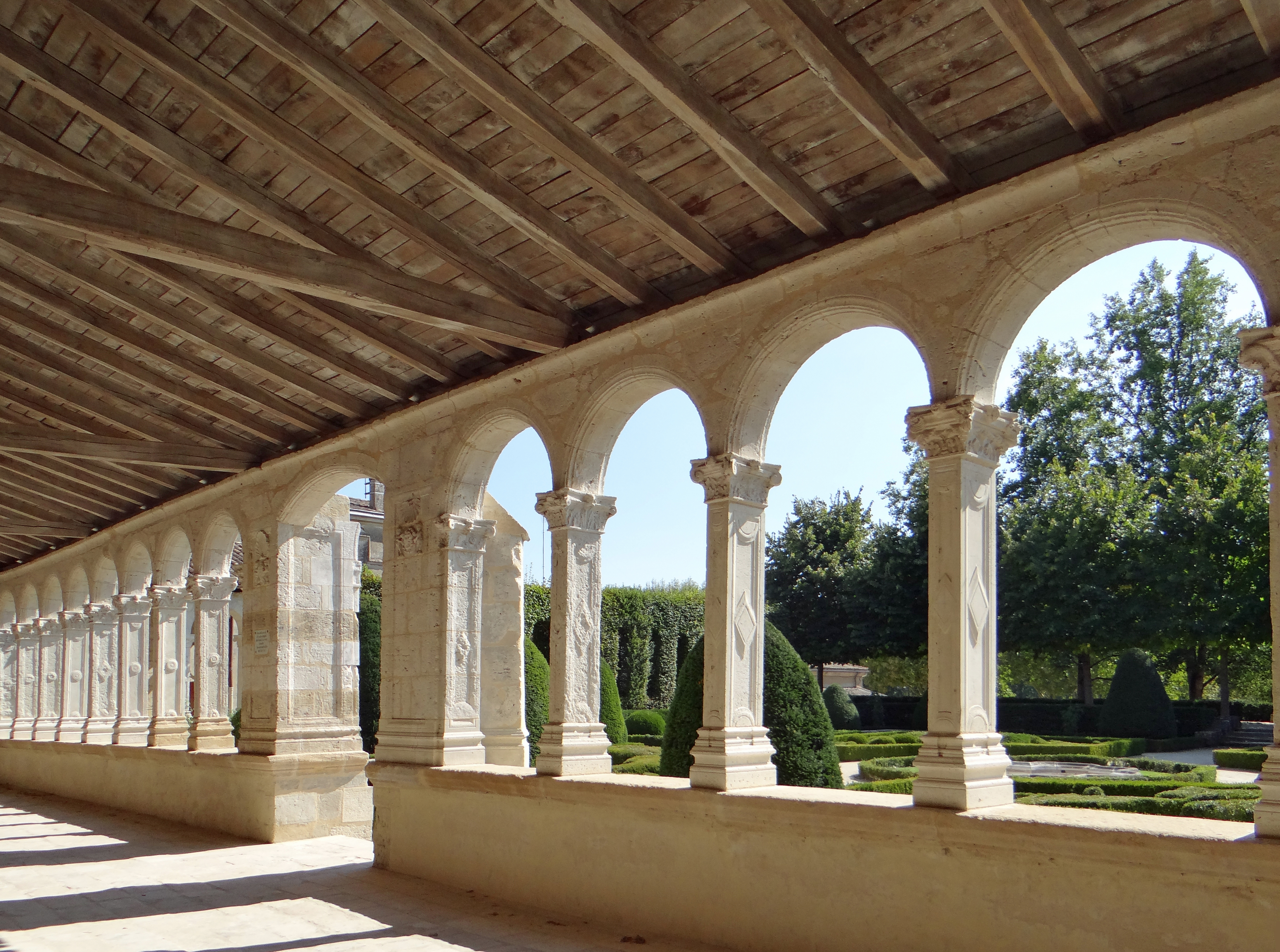
Kloostergang
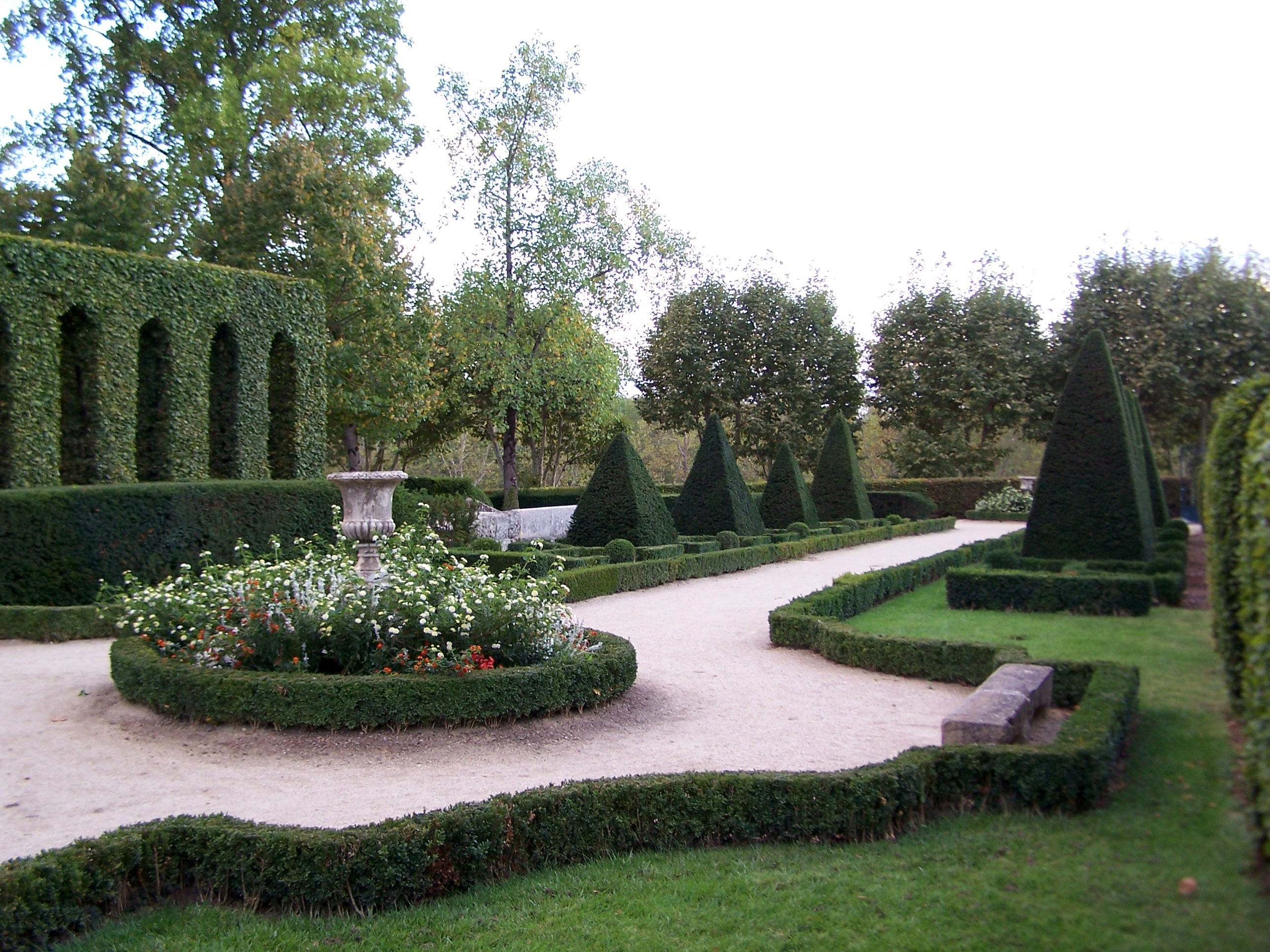
Kloostertuin
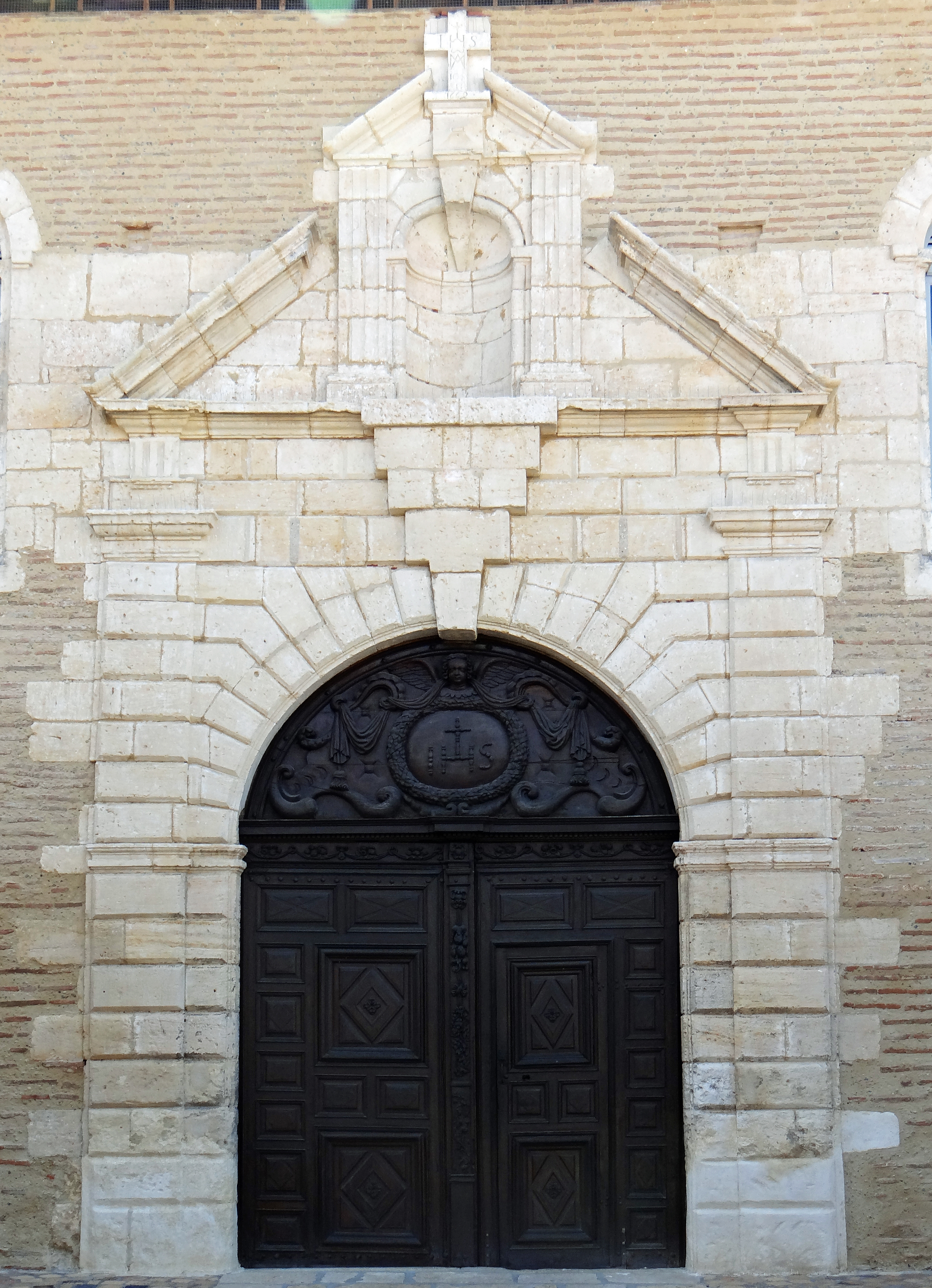
Kapel Saint-Benoît
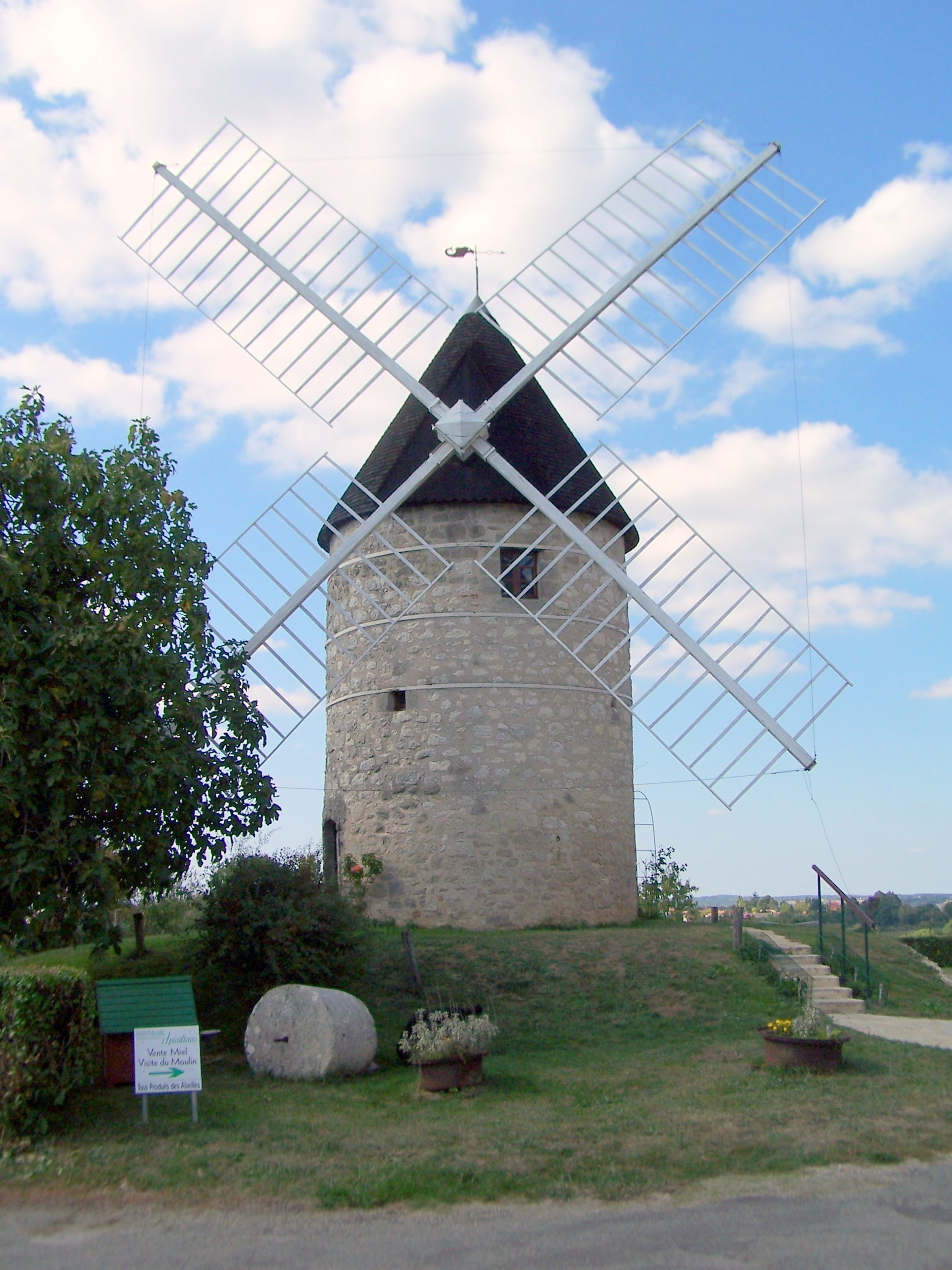
Moulin du Télégraphe
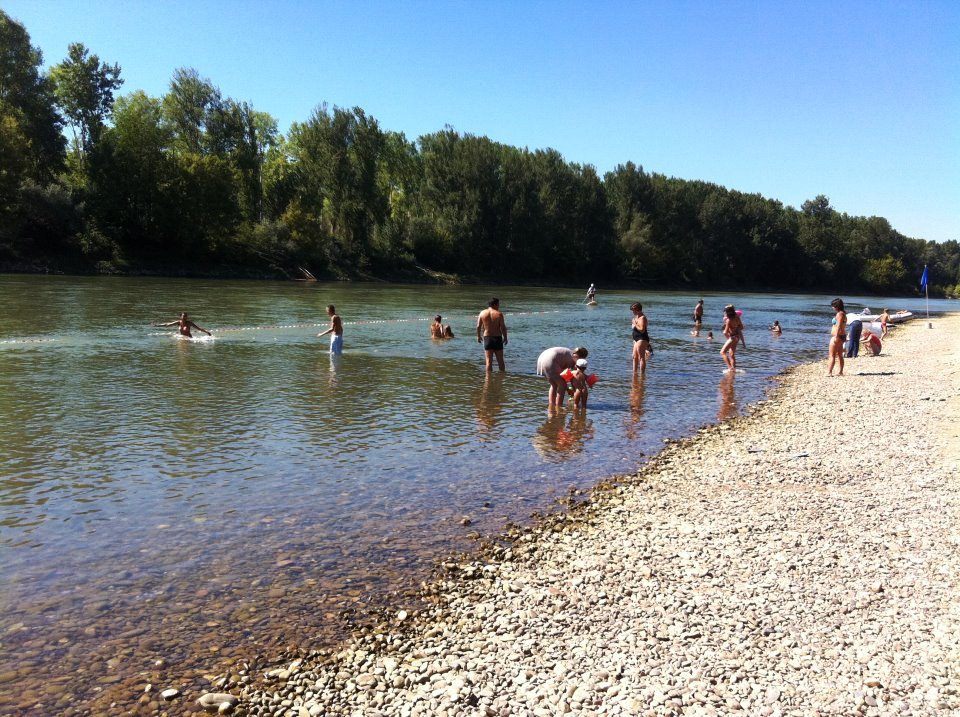
Strand aan de Garonne

## Geboren
- Paul Bourillon (1877–1942), wielrenner
- Pierrick Fédrigo (1978), wielrenner
- Romain Guillemois (1991), wielrenner